# Microsema anna
Microsema anna là một loài bướm đêm trong họ Geometridae.